# حارة بستان اليمنى (صنعاء)
حارة بستان اليمنى هي إحدى حارات حي معين بمديرية معين إحد مديريات العاصمة اليمنية صنعاء، بلغ تعداد سكانها 3138 نسمة حسب تعداد اليمن لعام 2004.